# Michael Wheeler
Michael Keith Valentine « Mike » Wheeler (né le 14 février 1945 à Watford et mort le 15 janvier 2020 à Poole) est un athlète britannique spécialiste du 400 mètres. Licencié au Bournemouth AC, il mesure 1,87 m pour 76 kg.

## Carrière

### Palmarès
| Date | Compétition           | Lieu      | Résultat | Performance  |
| ---- | --------------------- | --------- | -------- | ------------ |
| 1956 | Jeux olympiques d'été | Melbourne | 3e       | 3 min 07 s 1 |

### Records
| Épreuve    | Performance | Lieu | Date |
| ---------- | ----------- | ---- | ---- |
| 400 mètres | 47 s 4      |      | 1955 |